# Каппони, Джино (Старший)
Джино Каппони (итал. Gino Capponi; ок. 1350, Флоренция — 21 мая 1421, там же) — флорентийский банкир, государственный деятель, дипломат и писатель, руководивший завоеванием Пизы.

## Биография
Сын Нери ди Рекко Каппони и Франчески ди Лапо Мальи.
Джино Каппони был одним из крупнейших флорентийских политиков предмедичейского периода, и сумел добиться политического возвышения рода Каппони, занимавшего видное место во флорентийском торговом мире с XIII века, но не допущенного к управлению государством.
Получил обычное купеческое образование; первую государственную должность получил в возрасте сорока лет, возможно потому, что был объявлен магнатом во время восстания чомпи в 1378 году. Ему приписывают авторство сочинения «Возмущение чомпи» (Il tumulto dei Ciompi), но это не является доказанным. Какое участие он принимал в событиях 1378 года, неизвестно, и его имя не фигурирует в списках граждан, объявленных вне закона в то время.
После 1391 года открыто присоединился к группировке Альбицци и стал членом балии, изгнавшей её главных соперников, семейство Альберти. В 1394 году был в числе шестнадцати гонфалоньеров компании, и в том же году занял первую важную административную должность в качестве викария Фиренцуолы. В это время Каппони возглавлял банк в партнёрстве с Якопо ди Латино Пильи, но регистры 1403 года показывают, что к тому времени он не имел значительного состояния.
В 1397 году он впервые стал викарием в Ангьяри; в следующем году подестой Монтеварки, затем послом в Губбьо (1399) и подестой Кастильоне-Фьорентино (1400). В марте 1401 Каппони вступил в должность гонфалоньера справедливости, став первым представителем своей семьи, достигшим высшей магистратуры республики.
В следующем году был подестой Сан-Джиминьяно, в 1404 году капитаном Пистойи, в 1405-м подестой Прато. Весной 1405 года Каппони, бывший в то время членом военного совета Десяти, был направлен с секретной миссией к французскому губернатору Генуи маршалу Бусико для переговоров о покупке Пизы. Французы потребовали слишком большую сумму и настаивали на признании авиньонского папы.
В том же году пизанцы свергли власть миланского правителя Габриеле Марии, и тот, в свою очередь, предложил Флоренции купить город. Каппони провел переговоры, сначала в Ливорно, а затем в Пьетрасанте, и заключил соглашение на 200 000 флоринов. Пизанская крепость была занята флорентийскими войсками, но жителям вскоре удалось изгнать гарнизон.
В марте 1406 армия во главе с первыми комиссарами Мазо дельи Альбицци и Каппони начала осаду города и 9 октября Каппони ввел в Пизу войска, став первым флорентийским капитаном города. Эти события были им описаны в сочинении «Записки о приобретении Пизы» (Commentari sull’acquisto di Pisa).
С этого времени Каппони имел значительное влияние в Пизе, ставшей центром его торговых операций. Его подозревали в организации бегства в Пизу кардиналов-диссидентов, избравшмх в этом городе папу Александра V; он был среди послов, направленных республикой с поздравлениями новому понтифику. В последние годы жизни был назначен каталонским консулом в Пизе.
В 1407—1408 годах был послом в Лукке, и пытался договориться с Габриеле Марией Висконти о покупке Сарцаны; в 1410 году сопровождал Иоанна XXIII, проезжавшего через флорентийскую территорию в Рим, и снова стал капитаном Пистойи. В 1413 году он был послан в Венецию, чтобы убедить её Синьорию заключить мир с Венгрией.
В том же году Ладислао Неаполитанский занял Рим и продолжил продвигаться в направлении Флоренции, что вызвало конфликт в правительстве республики. Мазо дельи Альбицци и Аньоло Пандольфини заявили, что Флоренция не может выдержать длительной войны, и Пандольфини согласился на шестилетнее перемирие с королем Неаполя. Каппони и Никколо да Уццано обвинили сторонников мира в измене и потребовалио отдать Пандольфини под суд. В ходе консультаций в мае и июне 1414 Каппони заявил, что лучше жить под властью чомпи, чем под тиранией Ладислао, после чего был обвинен Сандро да Куаратой в стремлении развязать гражданскую войну, но Синьория сняла с него обвинения и казнила Сандро за клевету и подстрекательство к мятежу.
Внезапная смерть Ладислао спасла флорентийцев, но эти события обозначили разлад между Каппони и лидером олигархического режима. Сам Каппони в своих «Воспоминаниях» пишет, что всегда оставался поборником ограниченного олигархического республиканского устройства, не позволяющего ни одному гражданину стать слишком могущественным.
Тем не менее, в 1415 году он снова стал викарием Фиренцуолы в качестве викария, а в 1417 году был среди шести официалов, управлявших Ареццо. В том же году, после смерти Альбицци, вместе с Уццано возглавил олигархический режим, в июле следующего года во второй раз стал гонфалоньером справедливости. В 1420 году во главе партии войны пытался помешать примирению с герцогом Миланским, предрекая, что в будущем Флоренция может оказаться с Миланом один на один.
К концу жизни Каппони владел значительной собственностью: у него была семейная вилла в Леньяйе, а также имелось несколько ферм к югу от Флоренции, за римскими воротами и у Карантолы в Валь-ди-Пеза.

## Семья
Жена (1388): Маргерита Нази (1370?—14.03.1395), дочь Якопо Нази
Дети:
- Нери (3.07.1388—27.11.1457). Жена: Сельваджа Саккетти (ум. 15.09.1540), дочь Томмазо Саккетти
- Агостино (19.07.1390—2.10.1470). Жена (1415): Нера делла Луна (ум. 1428)
- Лоренцо (8.08.1391—04.1473). Жена (1415): Франческа ди Серральи, дочь Никколо Серральи